# Выдрин, Дмитрий Игнатьевич
Дмитрий Игнатьевич Выдрин (укр. Дмитро Гнатович Видрін; род. 25 мая 1949, Коста-Хетагурово, Северо-Осетинская АССР) — украинский политик, профессор, политолог и публицист. Советник четырёх президентов Украины, депутат Верховной рады Украины V созыва.
В течение многих лет являлся одним из наиболее авторитетных политических консультантов в Украине. Широко занимался международной деятельностью в сфере безопасности, принимал участие во многих международных проектах, которые касаются интеграционных процессов, процессов глобализации и процессов усиления международной безопасности.

## Биография

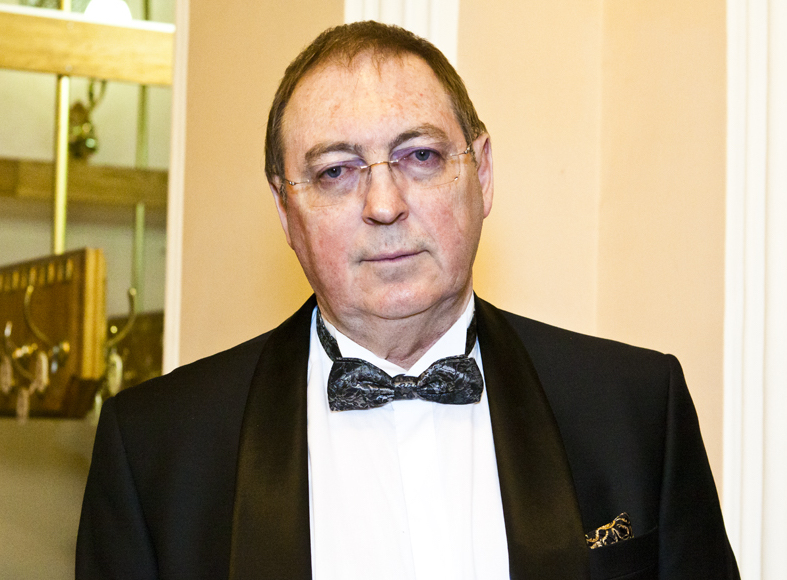
Дмитрий Игнатьевич Выдрин

- 1967—1972 — студент Киевского государственного университета им. Т. Г. Шевченко, факультет философии.
- 1972—1973 — инженер лаборатории социальной психологии Института кибернетики.
- 1973—1977 — корреспондент газеты «Комсомольское знамя» (Киев).
- 1977—1981 — аспирант Института философии (Киев).
- 1981—1987 — научный сотрудник Института философии АН УССР.
- 1982 — защитил кандидатскую диссертацию на тему «Методологические аспекты теории качества жизни».
- 1987—1991 — преподаватель, заведующий кафедрой политологии Киевской высшей партийной школы[укр.] (с 1990 года — Киевский институт политологии и социального управления).
- 1991—1994 — директор украинского Международного института глобальной и региональной безопасности.
- 1994—1996 — советник президента Украины Леонида Кучмы по вопросам внутренней политики.
- 1996 — советник премьер-министра Украины.
- 1996—1998 — сопредседатель Южноукраинского экономического союза.
- 1998—2000 — директор Европейского института интеграции и развития (Киев).
- 2000—2001 — президент всеукраинской медиа-корпорации «Ведомости».
- 2001—2002 — советник премьер-министра Украины.
- 2001—2006 — директор Европейского института интеграции и развития (Киев).
- 2002—2004 — советник премьер-министра Украины.
- 2005 — советник премьер-министра Украины.
- 2006—2007 — народный депутат Верховной Рады Украины V созыва от Блока Юлии Тимошенко. Глава подкомитета международной безопасности Комитета международных дел.
- 2007—2009 — независимый политический консультант и комментатор.
- 2009—2010 — заместитель Секретаря Совета национальной безопасности и обороны Украины.
- 2011—2013 — внештатный советник президента Украины В. Януковича.

После победы Майдана в Украине в 2014 году неожиданно полностью исчез из политического и медийного пространств Украины. Известно, что осенью 2015 года принимал участие в симпозиуме «Туранский мир», проходившем в Алуште на Крымском полуострове, где высказался за поиск решения конфликтов в современном обществе не путём противопоставления культур и народов, а напротив, поиске общностей между ними.
В апреле 2017 года на известном видеохостинге появились видеоролики, на которых Выдрин в качестве ведущего с бокалом вина рассказывал о тонкостях застолий с мировыми лидерами (В. Янукович, Э. Шеварднадзе, Г. Шрёдер, Б. Клинтон, В. Путин и другие).

## Санкции
15 января 2023 года, из-за вторжения России на Украину, внесён в санкционный список Украины, предполагается блокировка активов на территории страны, приостановка выполнения экономических и финансовых обязательств, прекращение культурных обменов и сотрудничества, лишение украинских госнаград.

## Цитаты
В полном объеме узурпировать власть в Украине не может никто. Хотя бы уже потому, что мы де-факто являемся частью европейского пространства и все наши влиятельные лица свои зарубежные счета держат в европейских банках. … Частичная же узурпация власти вполне возможно.
Мужчина взрослеет два раза: в юности, в пик торжества над своими страстями и страхами, и в зрелости, обретая профессию, которая становится системообразующей для воли, характера, на всю жизнь.
В Украине победила глубоко сельская культура, с сельскими архетипами, с сельскими сакральными вещами. Столкнулись две культуры — одна хочет жить по часам, другая по петухам. Не мне судить, какая культура возобладает в мире.
Прошлая власть воровала с убытков, нынешняя же берет «своё» с прибыли. К сожалению, часто все шло по законам Мерфи: из существующих сценариев мы, как правило, выбирали худшие.

## Публикации
Дмитрий Выдрин — автор и соавтор более 500 работ по политологии, международным отношениям и философии, а также многочисленных интервью в украинских и иностранных сми. Автор серии видео-сюжетов «Президенты, с которыми я пил», в которых рассказал о своих впечатлениях во время застолий с первыми лицами мировых держав.
Публиковался в Украине, в Англии, Германии, Австрии, России, США и других странах. Автор книг «Все на продажу» (1986), «Невостребованные идеи» (1990), «Очерки практической политологии» (1991), «Украина на ядерных качелях» (1994), «Украина на пороге XXI столетия» (1996), «Политика: история, технология, экзистенция» (2001), «В ожидании героя (еженедельник года перемен)» (2005; в соавторстве с И. Рожковой), «Вспоминая Артхашастру» (в соавторстве с А. Адаменко), «Политика-2» (2008 г.), «О политике Упорно» (2010), «Золотая игла или восьмой дан Владимира Путина» (2018). Широкую известность в Украине Д. Выдрину принесли многочисленные статьи, эссе и комментарии на «политическую злобу дня», отличающиеся точностью и образностью характеристик, интеллектуальной честностью, умением схватывать «момент истины» в повседневности.